# Bob Rotella
Robert „Bob“ Rotella ist ein amerikanischer Sportpsychologe. Er arbeitet mit zahlreichen Golfprofis und hat dazu mehrere populärwissenschaftliche Bücher veröffentlicht.

## Leben
Rotella wurde als zweites von fünf Kindern geboren. Die Vorfahren der Familie waren aus Sizilien in die USA ausgewandert. Er wuchs in Rutland (Vermont) in einem Arbeiterklasse-Milieu auf. Sein Vater betrieb einen Friseursalon. Er besuchte die Mount St. Joseph Academy, eine katholische High School, und spielte Baseball, Football und Basketball in den Schulteams. In den Ferien arbeitete er als Caddie im Rutland Country Club. Selten spielte er zur damaligen Zeit jedoch selbst Golf.
Am Castleton State College, ebenfalls in Vermont, war Rotella sowohl Kapitän des Basketballteams als auch der Lacrosse-Mannschaft. Gleichzeitig arbeitete er als Assistenztrainer für das Basketball-Team der Mount St. Joseph Academy.
Er studierte an der University of Connecticut und erwarb einen Abschluss in Psychologie. In Connecticut promovierte er auch.
Er lebt mit seiner Frau Darlene und seiner Tochter Casey in Charlottesville (Virginia). Er ist der Bruder von Dr. Jay Rotella und Dr. Guy Rotella.

## Wirken als Sportpsychologe
Von 1976 bis 1996 war Rotella Direktor der sportpsychologischen Abteilung der University of Virginia. Der aus Simbabwe stammende PGA-Profi Denis Watson war Anfang der 1980er Jahre der erste Golfer, der zwecks einer Zusammenarbeit auf Rotella zukam. Rotella hatte bis dahin hauptsächlich Erfahrungen in den Teamsportarten Basketball und Lacrosse gesammelt. Denis Watson wurde 1984 mit drei Turniersiegen erfolgreichster Spieler der amerikanischen PGA-Tour.
Ein zweistündiger Vortrag vor namhaften Golfprofis (Bob Toski, Paul Runyan u. a.) und Sam Snead machte Rotella in Golfkreisen bekannt. Daraus ergab sich die Arbeit mit weiteren Profis wie Tom Kite. Bis 1984 hatte Kite in zwölf Jahren lediglich fünf Turniere gewonnen. Im Verlaufe der nächsten 10 Jahre war er 14 mal siegreich, gewann mit den US Open sogar ein Major. Zudem qualifizierte er sich für das amerikanische Ryder-Cup-Team.
Zahlreiche weitere Golfer wie Pádraig Harrington, Davis Love III, Brad Faxon, Nick Price, Darren Clarke, Paul Azinger, Billy Mayfair, Hal Sutton, David Toms, Scott Verplank oder Fred Funk arbeiteten oder arbeiten immer noch mit Rotella.
Neben seiner Tätigkeit mit Profigolfern arbeitete er auch mit Teams der NBA, NFL, Major League Baseball, NASCAR und dem olympischen US-Ski- und Reitsportteam.

## Arbeitsweise
Danach gefragt, was Rotella für ihn getan habe, antwortete Pádraig Harrington unter anderem: „...there is nothing that Bob Rotella would tell me that I don't already know, but he's reminding me and encouraging me and keeping me going down the right lines.“ Mit irgendwelchen Tricks arbeite Rotella nicht. Zudem ist er aufgrund seiner Ausbildung auch kein Psychotherapeut wie etwa Deborah Graham, die auch einige Tourpros berät.
Rotella bezeichnet sich selbst seit seinem Studium als skeptisch gegenüber Theoretikern. Ein Zitat William James’, des bekanntesten amerikanischen Psychologen des 19. Jahrhunderts, ist Teil seiner Philosophie: „Was Menschen werden, hängt im großen und ganzen davon ab, was sie von sich selbst denken.“ Das Erlangen und Festigen von Selbstvertrauen und das Ausblenden von bewussten Gedanken an die Bewegungsausführung sind laut Rotella wichtig. Dieses „Mental Game“ muss ebenso wie andere Bereiche des Golfspiels immer wieder trainiert werden.

## Buchautor und Unternehmensberater
Seine Bücher zeichnen sich dadurch aus, dass sie in einfacher und direkter Weise jene Aspekte ansprechen, die sowohl für den Freizeitsportler als auch für den Profi relevant sind. Golf ist Selbstvertrauen, veröffentlicht 1995, ist das meistverkaufte Sportpsychologiebuch aller Zeiten sowie eines der drei meistverkauften Golfbücher der Geschichte.
Neben seiner Tätigkeit im sportlichen Bereich ist Rotella ein Mental-Berater im Bereich des Top-Managements und berät große Konzerne auf dem Gebiet der Effizienzsteigerung. Zu seinen Kunden zählen unter anderem Merrill Lynch, Pepsi-Cola, General Electric, Ford, Time Life, Coca-Cola, Chrysler, Newsweek, Taco Bell und Pizza Hut.

## Bücher
- So putten Sieger – Der mentale Weg zum Erfolg (Putting out of your mind) ISBN 3-405-16316-1
- Der 15. Schläger. Copress Verlag, Grünwald 2014, ISBN 978-3-7679-0934-2
- Die Zehn Gebote für großartiges Golf – Mentale Strategien für den Sieg (The Golfer’s Mind) ISBN 3-8354-0077-0
- Das Golf Ihrer Träume – Strategien für das bessere Handicap (The Golf of Your Dreams) ISBN 3-7679-0818-2
- Golf ist Selbstvertrauen – Besseres Handicap durch mentale Stärke (Golf Is Not a Game of Perfect) ISBN 3-405-16891-0
- Golf Is A Game Of Confidence ISBN 0-684-83040-X
- Life is Not a Game of Perfect: Finding Your Real Talent and Making It Work for You ISBN 0-684-84286-6